# 馬千齡
馬千齡（1826年—1910年），字松坪，號建成，回族，甘肅省蘭州府韓家集鄉陽洼山人，寧夏馬家軍始祖。

## 生平
累世務農，其祖父馬玉璽，其父馬泰。年輕時隨河州回民商幫往來于甘、寧、蒙、藏等地，以馱腳為生，後結識青海海西一位名叫尤務的蒙古頭人。尤務新婚後，從河州回青海西老家時，與馬千齡結伴而行，途中遇到仇家尋仇，馬千齡拔刀相助，奮力拼搏。由此馬千齡得到尤務的信任和幫助，生意日漸興旺，成為陽洼山一大富戶。
同治陝甘回變，馬千齡參加馬占鰲隊伍，多次與清軍作戰。同治十年（1871年），參加太子寺之役，打敗左宗棠大軍。後馬千齡力勸馬佔鰲降清。
馬佔鰲、馬海宴降清後，與馬千齡合力驅逐十八大營，馬千齡及其子馬福祿、馬福祥大顯身手，受左宗棠賞識，被清廷授予藍翎都司之職。後來，馬千齡長期居住河州原籍，死後被清廷追封為建威將軍。
馬千齡有四子，長子馬福財，次子馬福祿，季子馬福祥，四子馬福壽，為其四房夫人分別生養。